# Пакуль Ельфріда Янівна
Ельфріда Янівна Пакуль (латис. Elfrīda Pakule, 2 червня 1912, місто Рига, тепер Латвія — 31 грудня 1991, місто Рига, Латвія) — латиська радянська оперна співачка (колоратурне сопрано). Депутат Верховної Ради СРСР 2-3-го скликань.

## Життєпис
Народилася в родині музикантів. У шкільні роки навчилася грати на фортепіано. 
Брала уроки співу в 1931—1940 роках у Паула Сакса (Рига) та в 1942—1946 роках у Назарія Райського (Москва). З листопада 1938 року виступала як концертна співачка.
У 1940—1941 роках — співачка Латвійської опери в Ризі.
Перед початком німецько-радянської війни у червні 1941 року разом з кількома іншими латвійськими співаками вирушила до Москви для участі у Всесоюзному конкурсі артистів естради. З липня 1941 року по травень 1942 року виступала у Державному художньому ансамблі Латвійської РСР в Івановській державній філармонії, дала близько 200 концертів. З 1942 до 1944 року працювала в Московській державній академічній філармонії. Виступила на 80 концертах на Московській радіостудії.
У 1944—1956 роках — співачка (солістка) Державного академічного театру опери та балету Латвійської РСР в Ризі.
Член КПРС з 1952 року.
У 1956—1970 роках — солістка Латвійської державної філармонії.
Потім — на пенсії в місті Ризі.
Померла 31 грудня 1991 року. Похована на Лісовому цвинтарі Риги.

## Творчість

### Оперні партії
- «Іван Сусанін» М. Глінки — Антоніда
- «Лакме» Л. Деліба — Лакме
- «Травіата» Дж. Верді — Віолетта
- «Ріголетто» Дж. Верді — Джильда
- «Севільський цирульник» Дж. Россіні — Розіна

## Нагороди
- орден Леніна (3.01.1956)
- орден Трудового Червоного Прапора (1946)
- Сталінська премія II ст. (1946) — за концертно-виконавчу діяльність
- Заслужений артист Латвійської РСР (1942)
- Народний артист Латвійської РСР (1947)
- медалі